# Pedrada
Pedrada – góra na Półwyspie Iberyjskim w północno-zachodniej Portugalii, najwyższy szczyt masywu Serra da Peneda. Wznosi się na wysokość 1416 m n.p.m.